# 千葉県企業局
千葉県企業局（ちばけん・きぎょうきょく）は、地方公営企業法（昭和27年法律第292号）の規定に基づいて制定された、『千葉県水道事業、工業用水道事業及び造成土地管理事業の設置等に関する条例（昭和41年千葉県条例第61号）』第5条の規定に基づき千葉県に設置された、地方公営企業の一つである。
2019年4月1日に、旧水道局などが整理統合され発足した。現在は、千葉県千葉市・船橋市・松戸市・習志野市・市原市・成田市・印西市・白井市の一部と、市川市・鎌ケ谷市・浦安市の全域を管轄する旧水道局が運営していた水道事業、旧企業庁が運営していた工業用水道事業、土地造成整備事業の清算を目的とした造成土地管理事業を行っている。

## 事業

### 水道事業
5つの浄水場があり、企業局となってからも上記11の市に給水している。
- 柏井浄水場（千葉市花見川区）
- 栗山浄水場（松戸市、栗山配水塔は、2006年土木学会選奨土木遺産）
- ちば野菊の里浄水場（松戸市）
- 福増浄水場（市原市）
- 北総浄水場（印西市本埜地区）

### 工業用水道事業
- 東葛・葛南地区
- 千葉地区
- 五井市原地区
- 五井姉崎地区
- 房総臨海地区
- 木更津南部地区
- 北総地区

### 造成土地管理事業
- 臨海地域土地造成整備事業（浦安、京葉港、木更津、富津）
- 千葉海浜地区事業（幕張新都心）
- 東葛飾北部地区事業
- 内陸工業用地等造成整備事業（いすみ工業団地、館山工業団地、袖ヶ浦椎の森工業団地、松崎工業団地）
- 千葉北部地区事業（千葉ニュータウン）
- 物流用地造成整備事業（成田国際物流複合基地）

## 沿革

### 旧水道局
- 2019年4月1日：旧企業庁と統合、千葉県企業局となる。

### 旧企業庁
- 1959年7月1日：開発行政事務を単一組織に統合、千葉県庁内に「開発部」を設置。
- 1963年6月1日：「開発局」に改組、地方公営企業法を全部適用。
- 1968年4月1日：北総地域開発事業を所掌する「北総開発局」を設置。
- 1969年4月1日：開発局を「港湾工業用水局」に改組。都市開発事業を所掌する「都市開発局」を新設。
- 1970年4月1日：港湾工業用水局・北総開発局・都市開発局を統合、「南総開発局」を新設、「開発庁」を発足（1部4局）。
- 1971年7月21日：都市開発局を「新都市開発局」に変更。
- 1972年4月1日：港湾工業用水局を「臨海開発局」に変更。
- 1973年
  - 4月1日：臨海開発局から工業用水道事業を分離し、「工業用水局」を発足。北総開発局と南総開発局を統合し、「地域開発局」を発足。
  - 11月16日：新都市開発局に「新都市開発鉄道部」を設置。
- 1974年4月1日：「企業庁」を発足（5部）。鉄道局（鉄道事業）、工業用水局（工業用水事業）は独立組織とする。
- 1976年4月1日：海浜ニュータウン事業部を臨海事業部に統合。
- 1977年4月1日：鉄道局を企業庁に統合し、鉄道事業部を設置。
- 1978年4月1日：鉄道事業部を管理部に統合（4部）。
- 1983年4月1日：管理部・地域整備部・ニュータウン整備部の3部に改組。
- 1987年4月1日：工業用水局を企業庁に統合し、工業用水部を設置（4部）。
- 2006年
  - 1月30日：幕張新都心に仮移転。
  - 4月1日：ニュータウン整備部を地域整備部に統合（3部）。
- 2011年4月1日：管理部と工業用水部を統合。2部9課5出先機関1支所。
- 2019年4月1日：旧水道局と統合、千葉県企業局[1][6]となる。

## 所在地
- 県営水道事業・工業用水部（企業局幕張庁舎）
  - 〒262-8512 千葉市花見川区幕張町5丁目417-24
- 造成土地管理事業
  - 〒261-8552 千葉市美浜区中瀬1-3 幕張テクノガーデンD棟5階[7]